# Betonbootsbauwettbewerb

Betonboot Flugasche Klein in schneller Fahrt

Betonboot Flugasche Klein mit Tragflächen auf dem Trockenen

Betonbootsbauwettbewerbe werden schon seit geraumer Zeit unter Studenten des Bauingenieurwesens an Universitäten und Fachhochschulen in Deutschland und vielen anderen Ländern ausgetragen. Typischerweise besteht der Wettbewerb aus einer technischen und einer sportlichen Wertung. Es gab in der Vergangenheit durchaus ausgereifte Betonschiffe. Dennoch genießen diese Wettbewerbe nach wie vor den Charme des Unkonventionellen.
Für die Herstellung kommen unterschiedliche Konzepte zum Einsatz. Zumeist wird dabei der druckfeste Beton mit zugfesten Fasern verbunden. Typisch werden feinmaschige Netze aus Metall-Draht oder Glasfaser als Bewehrung verwendet, es sind allerdings auch schon Betonboote ohne Bewehrung gebaut worden.
Im Rahmen der 9. Deutschen Betonkanu-Regatta wurde von den Studenten der TU Dresden mit dem „Gelben Oktober“ ein funktionsfähiges Boot mit Tretantrieb vorgestellt.
Des Weiteren wurde an derselben Hochschule für die 11. Betonkanu-Regatta 2007 in Hannover das erste Betontragflächenboot hergestellt, das sich jedoch nicht allein durch Muskelkraft der Insassen aus dem Wasser heben lässt.
Das erste Fahrzeug dieser Werkstoffart wurde bereits 1854 in Paris von Lambot hergestellt. Hausboote werden mitunter aus Stahlbeton gebaut. Um 1971 gab es in Paris-Meudon ein Stahlbeton-Hausboot in der Seine, das stationär angelegt als Einraum-Pfadfinderheim diente – spitzer Bug, vertikale Nordwand, 5 m breit und 15 m lang.